# Muro de piedra

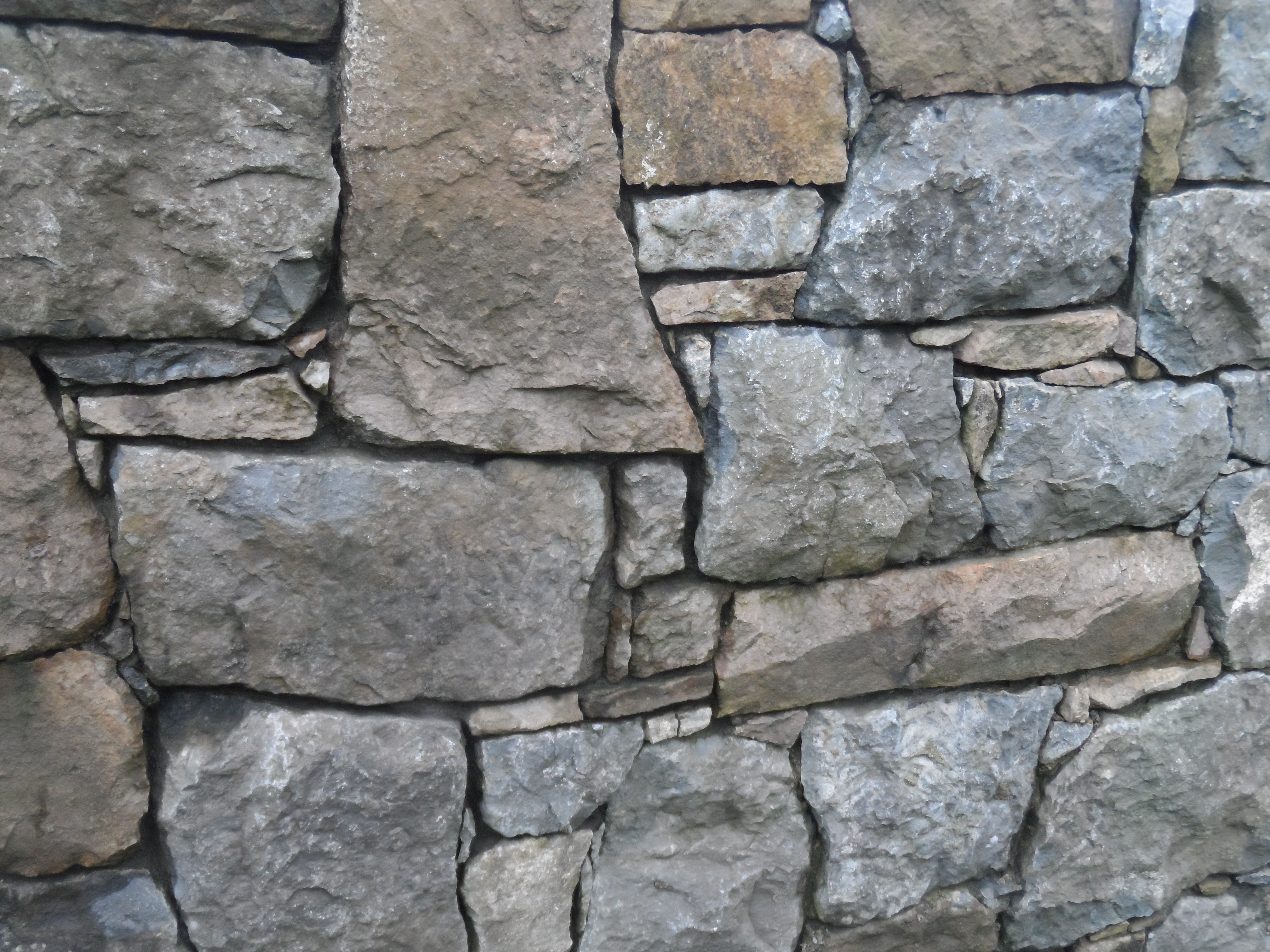
Muro de piedra, Irlanda.

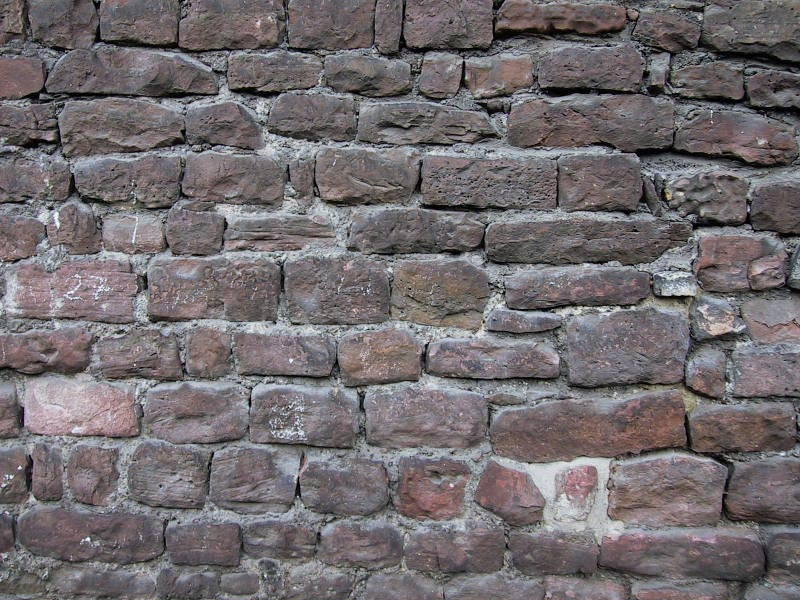
La ciudad amurallada Worms, Alemania.

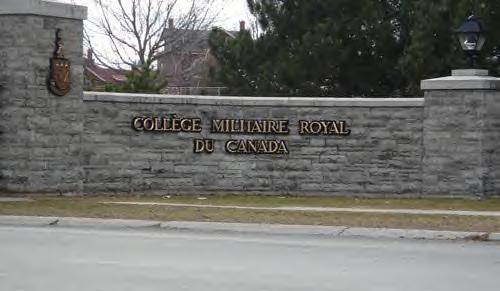
Pared de caliza a la Universidad Militar Real de Canadá

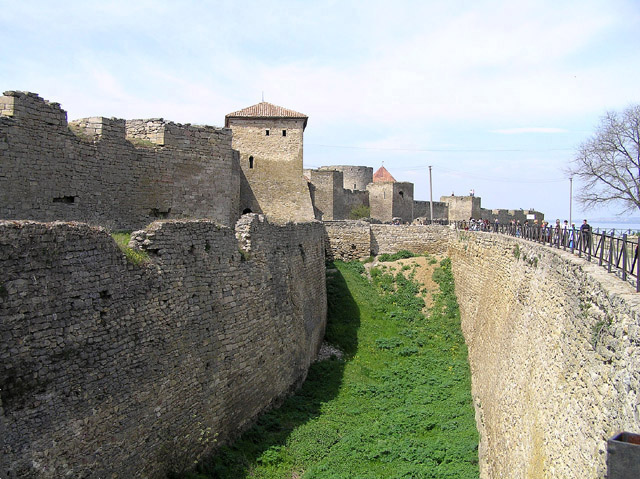
Pared de piedra defensiva dentro de la fortaleza de Akkerman en Bilhorod-Dnistrovsky, Ucrania.

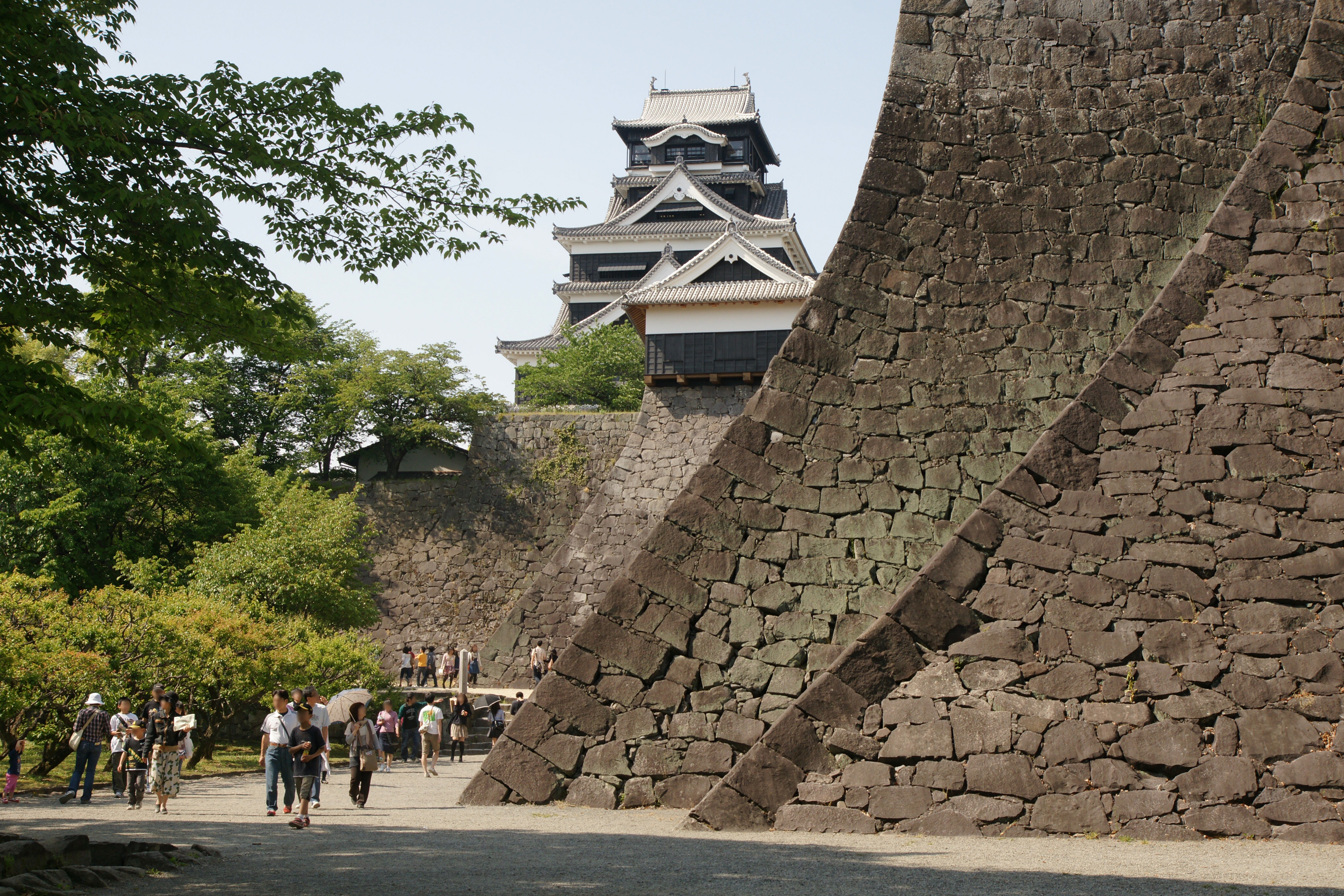
Muro de piedra del castillo Kumamoto

Un muro de piedra es una clase de construcción de mampostería que se ha utilizado durando miles de años. Los primeros muros de piedra fueron construidos por agricultores y personas primitivas amontonando piedras de campo en una pared de piedra seca. Posteriormente, se utilizó mortero y tiza , especialmente en la construcción de murallas, castillos, y otras fortificaciones antes y durante la Edad mediana. Estas paredes de piedra están repartidas por todo el mundo de diferentes formas. Uno de los mejores ejemplos es el Muro Cíclopic de Rajgir, India.

## Materiales
Los muros de piedra suelen estar hechos de materiales locales que van desde la piedra calcárea y sílex hasta el granito y el gres. Sin embargo, la calidad de la piedra de construcción varía mucho, tanto en su resistencia a la intemperie y a la meteorización, en la resistencia a la penetración del agua y en su capacidad de trabajar con formas regulares antes de la construcción. La piedra trabajada es conocida generalmente como sillares y se utiliza a menudo para las esquinas de los edificios de piedra. El granito es muy resistente a la intemperie, mientras que algunas calizas son muy débiles. Otras calizas, como la piedra de Pórtland, son más resistentes a la intemperie.

## Dimensiones
Las grandes estructuras suelen estar construidas con paredes muy gruesas, de forma que los castillos y las catedrales tienen paredes de hasta 12 pies de grueso. Normalmente constan de un exterior de piedra en capas y de rotura de escombros.